# Lubna Olayan
Lubna Suliman Olayan, född 4 augusti 1955 i Saudiarabien, är en saudisk affärskvinna och VD för Olayan Financing Company (OFC). Hon är känd för att vara den första kvinnan i Saudiarabiens historia att hålla ett öppningsanförande vid en stor konferens i Saudiarabien, på Jeddah Economic Forum.

## Biografi
Olayan är VD för Olayankoncernens verksamhet i Saudiarabien och Mellanöstern. Hon sitter också i styrelsen för gruppen tillsammans med sin bror Khaled och systrarna Hayat och Hutham. Gruppen grundades 1947 av hennes far, den framgångsrike entreprenören Sulaiman S. Olayan, och är idag ett privatägt multinationellt företag som bedriver distribution, tillverkning, tjänster och investeringar. OFC driver eller är aktivt delägare i (2016) mer än 40 företag, ofta i samarbete med ledande multinationella företag. OFC är också en av de största investerarna i de saudiska och regionala aktiemarknaderna.
I februari 2005 utsågs Olayan som ledamot i styrelsen för WPP plc (Wire and Plastic Products), och i december 2004 valdes hon att sitta i styrelsen för den saudiska Hollandi Bank, ett börsnoterat företag i Saudiarabien. I september 2006 och april 2007 valdes hon in i International Advisory Boards i Rolls-Royce respektive Citigroup. Olayan var också ledamot i styrelsen för det brittiska byggföretaget Chelsfield plc, från 1996 till 2004. Hon är därtill medlem av International Business Council i World Economic Forum och International Advisory Board av Council on Foreign Relations, där hon valdes in i november och december 2005.

## Andra aktiviteter
När det gäller utbildning och filantropi, gick Olayan in i styrelsen för INSEAD i december 2005, och har varit medlem av dess internationella råd sedan mars 1997. I april 2007 valdes hon som medlem i styrelse för Cornell University. Olayan blev i april 2006 också rådgivare till Effat College, en privat och ideell flickskola i Jidda, Saudiarabien. Hon är också styrelseledamot i Alfanar, den första välgörenhetsorganisation inriktad på arabiska regionen, grundad av Tarek Ben Halim 2004. Olayan har sedan januari 2002 suttit i styrelsen för "Arab Thought Foundation", en tankesmedja med säte i Beirut med fokus på frågor som rör den arabiska världen och har invalts i styrelsen för King Abdullah University of Science and Technology (KAUST).

## Utmärkelser
Olayan ansågs vara en av de mest inflytelserika affärskvinnorna i världen och listades som en av de 100 mest inflytelserika personer 2005 av Time Magazine. Hon har fortsatt att finnas på tidskriften Forbes lista över de mäktigaste kvinnorna fram till 2011 och har återkommit till listan 2014, då hon placerades som den 86:e mäktigaste kvinnan i världen.
År 2010 tilldelades hon Cornellpriset Entrepreneur of the Year.